# 마쓰모토 다케아키
마쓰모토 다케아키(일본어: 松本 剛明, 1959년 4월 25일~)는 일본의 정치인으로, 자유민주당 소속 중의원 의원(7선)이자 일본의 전 외무대신이다. 2022년 11월부터 그는 총무대신이다. 초대 일본 내각총리대신을 지낸 이토 히로부미의 외외외고손자이며, 아버지는 전 일본 방위청 장관·중의원 의원 마쓰모토 주로이다. 지역구는 효고현 제11구이다.

## 인물
도쿄도 출신으로, 도쿄 대학 법학부를 졸업하였다. 1982년 일본흥업은행(日本興業銀行) 에 들어갔으며, 1989년 아버지 마쓰모토 주로가 제1차 가이후 내각에서 방위청 장관이 되자, 일본흥업은행을 퇴직하고 비서관을 맡았다.
1996년 제41회 일본 중의원 의원 총선거 당시, 효고현에서 무소속으로 출마했으나 낙선하였고, 2000년 민주당 소속으로 다시 효고 현에서 출마해 자유민주당 후보를 이기고 첫 당선되었다. 2009년 중의원 의원 총선거까지 총 4차례 당선되었다.
같은 해 중의원 의원 운영 위원장이 되었으며, 2010년 간 내각 제1차 개조내각에서 외무대신 마에하라 세이지 아래 차관 (외무성 부대신)으로 임명되었다.
2011년 간 내각 제2차 개조내각에서 외무성 부대신에 재임했으며, 같은 해 3월 재일 한국인에게 정치 자금을 받은 문제로 사임한 마에하라 세이지의 후임 외무대신이 되었다. 그는 언론과의 인터뷰에서 이토 히로부미에 강한 관심을 가지고 연구하고 있다고 말했다.
2022년 11월 21일 그는 총무대신에 취임했다.

## 가족 관계
- 아버지: 마쓰모토 주로(松本 十郞) - 전 중의원 의원·방위청 장관
- 어머니 : 후지이 에쓰코(藤井 悅子) - 후지이 게이노스케의 넷째 딸
- 사촌형: 후지사키 이치로(藤崎 一郎)
- 외외외고조부: 이토 히로부미(伊藤博文) - 초대 일본 내각총리대신
- 외외증조부: 니시 겐시로(西 源四郎) - 루마니아 공사
- 외조부: 후지이 게이노스케(藤井 啓之助) - 체코슬로바키아 공사